# Sportklub Rapid 2013-2014
Questa pagina raccoglie i dati riguardanti lo Sportklub Rapid nelle competizioni ufficiali della stagione 2013-2014.

## Stagione
L'esordio ufficiale avviene il 14 luglio 2013 a Linz, contro il LASK Linz, nel primo turno di ÖFB-Cup. Dopo un pareggio per 0-0 il Rapid viene eliminato ai tiri di rigore (4-5), uscendo al primo turno della coppa nazionale per la prima volta dal 2006-2007.
Il 20 luglio la squadra esordisce in Bundesliga, con la trasferta di Wolfsberg, dove subisce la rimonta della squadra di casa da 0-2 a 2-2. Dopo cinque confronti di campionato il Wolfsberger si conferma così imbattuto contro i bianco-verdi. La settimana seguente, all'esordio casalingo, il Rapid batte 4-0 il Wiener Neustadt con doppiette di Guido Burgstaller e Terrence Boyd.
Il 1º agosto, a Tripoli in Arcadia, il Rapid debutta in Europa League contro i padroni di casa dell'Asteras. Un gol di Boyd permette ai bianco-verdi di pareggiare la rete di Zisopoulos e di uscire imbattuti, in attesa del ritorno. Domenica 4 agosto, nel posticipo della 3ª giornata di campionato a Graz, il Rapid, dopo essere stato in svantaggio e in inferiorità numerica, recupera e vince 4-2, agganciando la coppia Salisburgo-Grödig in vetta alla classifica. L'8 agosto, a Vienna, supera 3-1 l'Asteras qualificandosi per i play-off dell'Europa League, dove è stata accoppiata ai georgiani del Dila Gori dal sorteggio tenutosi il giorno seguente a Nyon. L'11 agosto si disputa il primo derby stagionale, il 306º della storia, terminato 0-0. Nelle giornate seguenti, il Rapid subisce due sconfitte consecutive contro Admira Wacker Mödling (2-0) e Grödig (0-1), prima di pareggiare a Salisburgo nello scontro della 7ª giornata contro la squadra della Red Bull. Riesce a qualificarsi per la fase a gruppi dell'Europa League, dopo una doppia vittoria nel play-off contro il Dila Gori, sconfitto 1-0 a Vienna e 3-0 in Georgia.
Dopo la pausa per le partite della Nazionale, il 14 settembre i viennesi si impongono a Innsbruck per 4-0. Il 19 settembre, il Rapid fa il suo esordio nella fase a gruppi dell'Europa League, venendo sconfitto di misura a Thun (1-0). La domenica seguente i bianco-verdi battono il Ried in casa, ma nell'ultima partita di settembre subiscono una rimonta da 2-0 a 2-4 nella sfida casalinga contro il Wolfsberger. Il 3 ottobre, nella gara dell'Ernst Happel Stadion contro la Dinamo Kiev, è invece il Rapid a rimontare, passando da 0-2 a 2-2 con gol di Christopher Trimmel nei secondi finali di gara. In campionato seguono due pareggi: a Wiener Neustadt (0-0) e in casa contro lo Sturm Graz (2-2), che portano il Rapid al quarto posto dopo 12 giornate, con 17 punti, undici in meno rispetto al Salisburgo capolista e uno in più dei campioni uscenti dell'Austria Vienna. Il 24 ottobre la squadra pareggia 1-1 a Genk nella terza sfida del primo turno di Europa League. Il 27 ottobre il Rapid si aggiudica il secondo derby stagionale, con un gol di Terrence Boyd a due minuti dallo scadere al Franz Horr Stadion. Il periodo positivo si conferma nella successiva sfida contro l'Admira Wacker Mödling, superata 4-2 in una partita caratterizzata dal provvisorio vantaggio degli ospiti e dall'espulsione di Christopher Dibon all'inizio del secondo tempo.

## Maglie e sponsor
Per la stagione 2013-2014 lo sponsor tecnico è Adidas, mentre lo sponsor ufficiale è Wien Energie.
I partner ufficiali sono OMV (petroli), Ottakringer (birrificio), VISA Cardcomplete (servizi finanziari), Erste Bank (servizi bancari), T-Mobile (telefonia, attraverso il marchio austriaco tipp3) e Wiener Städtische (assicurazioni).

## Organigramma societario
Area direttiva
- Presidente: Rudolf Edlinger
- Vicepresidente: Siegfried Menz
- Responsabile finanziario: Johann Smolka e Helmut Nahlik
- Direttore generale: Werner Kuhn

Area organizzativa
- Segretario generale: Nikolaus Rosenauer
- Team manager: Gaby Fröschl

Area comunicazione
- Addetto stampa: Peter Klinglmüller

Area marketing
- Ufficio marketing: Markus Blümel e Rainer Karutz

Area tecnica
- Direttore sportivo: Stefan Ebner
- Allenatore: Zoran Barišić
- Allenatore in seconda: Thomas Hickersberger e Carsten Jancker
- Fisioterapista: Günther Karrer
- Preparatore dei portieri: Raimund Hedl

## Rosa
Aggiornata al 25 luglio 2013.
| N. |                        | Ruolo | Calciatore        |
| -- | ---------------------- | ----- | ----------------- |
| 1  | Slovacchia (bandiera)  | P     | Ján Novota        |
| 3  | Germania (bandiera)    | D     | Brian Behrendt    |
| 4  | Austria (bandiera)     | D     | Thomas Schrammel  |
| 5  | Grecia (bandiera)      | C     | Thanos Petsos     |
| 6  | Austria (bandiera)     | D     | Mario Sonnleitner |
| 9  | Stati Uniti (bandiera) | A     | Terrence Boyd     |
| 11 | Germania (bandiera)    | C     | Steffen Hofmann   |
| 16 | Austria (bandiera)     | D     | Stephan Palla     |
| 17 | Austria (bandiera)     | D     | Christopher Dibon |
| 21 | Austria (bandiera)     | C     | Louis Schaub      |
| 23 | Austria (bandiera)     | P     | Samuel Radlinger  |
| 24 | Austria (bandiera)     | A     | Marcel Sabitzer   |

| N. |                       | Ruolo | Calciatore              |
| -- | --------------------- | ----- | ----------------------- |
| 25 | Austria (bandiera)    | C     | Dominik Wydra           |
| 26 | Austria (bandiera)    | A     | Lukas Grozurek          |
| 27 | Austria (bandiera)    | D     | Harald Pichler          |
| 28 | Austria (bandiera)    | A     | Christopher Trimmel     |
| 29 | Croazia (bandiera)    | P     | Marko Marić             |
| 30 | Austria (bandiera)    | A     | Guido Burgstaller       |
| 31 | Austria (bandiera)    | P     | Lukas Königshofer       |
| 32 | Montenegro (bandiera) | C     | Branko Bošković         |
| 33 | Austria (bandiera)    | A     | Deni Alar               |
| 34 | Austria (bandiera)    | A     | Dominik Starkl          |
| 36 | Austria (bandiera)    | D     | Michael Schimpelsberger |

## Calciomercato

### Sessione estiva
| Arrivi | Arrivi            | Arrivi           | Arrivi           |
| R.     | Nome              | da               | Modalità         |
| ------ | ----------------- | ---------------- | ---------------- |
| C      | Thanos Petsos     | Greuther Fürth   | definitivo       |
| P      | Samuel Radlinger  | Hannover 96      | prestito         |
| D      | Christopher Dibon | Salisburgo       | prestito         |
| D      | Brian Behrendt    | Horn             | rientro prestito |
| D      | Stephan Palla     | Admira Wacker M. | rientro prestito |

| Partenze | Partenze         | Partenze        | Partenze       |
| R.       | Nome             | a               | Modalità       |
| -------- | ---------------- | --------------- | -------------- |
| C        | Markus Heikkinen | svincolato      | fine contratto |
| D        | Markus Katzer    | svincolato      | fine contratto |
| A        | Atdhe Nuhiu      | Sheffield Weds  | svincolato     |
| C        | Stefan Kulovits  | Sandhausen      | svincolato     |
| C        | Kristijan Dobras | Wiener Neustadt | svincolato     |
| C        | Dominik Hofbauer | St. Pölten      | svincolato     |
| D        | Andrey Lebedev   | First Vienna    | svincolato     |
| D        | Thomas Prager    | svincolato      | fine contratto |

## Risultati

### Fußball-Bundesliga

#### Girone d'andata
| Arbitro: | Schörgenhofer |

|                      |           |                            |
| Mićić 57’ Liendl 89’ | Marcatori | 29’ Burgstaller 37’ Schaub |

| Arbitro: | Ouschan |

|                                  |           |  |
| Burgstaller 28’ 38’ Boyd 53’ 78’ | Marcatori |  |

| Arbitro: | Hameter |

|                                    |           |                                                     |
| Vujadinović 3’ (rig.) Beichler 88’ | Marcatori | 47’ Trimmel 52’ Burgstaller 77’ Behrendt 90’ Schaub |

| Vienna 11 agosto 2013, ore 16:30 CEST 4ª giornata | Rapid Vienna | 0 – 0 referto | Austria Vienna | Gerhard Hanappi (16 118 spett.)\| Arbitro: \| Lechner \| |
| Arbitro:                                          | Lechner      |               |                |                                                          |

| Arbitro: | Harkam |

|                              |           |  |
| Domoraud 36’ Schicker 90'+2’ | Marcatori |  |

| Arbitro: | Schüttengruber |

|  |           |            |
|  | Marcatori | 24’ Karner |

| Arbitro: | Ouschan |

|                |           |          |
| Hierländer 43’ | Marcatori | 65’ Boyd |

| Arbitro: | Harkam |

|  |           |                                                     |
|  | Marcatori | 31’ Sonnleitner 55’ Boyd 80’ Petsos 88’ Burgstaller |

| Arbitro: | Schörgenhofer |

|                         |           |  |
| Burgstaller 8’ Boyd 17’ | Marcatori |  |

| Arbitro: | Drachta |

|                       |           |                                            |
| Schaub 10’ Petsos 20’ | Marcatori | 30’ Liendl 50’ Gotal 56’ Topčagić 70’ Rnić |

| Wiener Neustadt 6 ottobre 2013, ore 19:00 CEST 11ª giornata | Wiener Neustadt | 0 – 0 referto | Rapid Vienna | Wr. Neustädter (3 600 spett.)\| Arbitro: \| Kolleger \| |
| Arbitro:                                                    | Kolleger        |               |              |                                                         |

| Arbitro: | Schüttengruber |

|                      |           |               |
| Hofmann 53’ Boyd 64’ | Marcatori | 12’ 26’ Berič |

| Arbitro: | Grobelnik |

|  |           |          |
|  | Marcatori | 88’ Boyd |

| Arbitro: | Eisner |

|                                              |           |                  |
| Hofmann 24’ 35’ Burgstaller 68’ Bošković 90’ | Marcatori | 12’ 49’ Schicker |

### Coppa d'Austria
| Arbitro: | Harkam |

|                                         |                      |                                          |
| Klapf Takougnadi Templ Stadlbauer Barry | Tiri di rigore 5 – 4 | Behrendt Schrammel Pichler Boyd Sabitzer |

### Europa League
| Arbitro: | Blom |

|                |           |                 |
| Zisopoulos 27’ | Marcatori | 32’ (rig.) Boyd |

| Arbitro: | Lee Evans |

|                           |           |              |
| Petsos 26’ Schaub 62’ 85’ | Marcatori | 57’ Grazzini |

| Arbitro: | Johannesson |

|            |           |  |
| Schaub 42’ | Marcatori |  |

| Arbitro: | Balaj |

|  |           |                                      |
|  | Marcatori | 45’ Schaub 63’ Sabitzer 90’ Behrendt |

| Arbitro: | Kakos |

|               |           |  |
| Schneuwly 35’ | Marcatori |  |

| Arbitro: | Dean |

|                                |           |                                 |
| Burgstaller 53’ Trimmel 90'+4’ | Marcatori | 30’ Yarmolenko 34’ (aut.) Dibon |

| Arbitro: | Gautier |

|            |           |              |
| Gorius 21’ | Marcatori | 82’ Sabitzer |